# ايرل ويلر
ايرل جيلمور ويلر (بالإنجليزية: Earle Wheeler)‏ (13 يناير 1908 - 18 ديسمبر 1975) هو جنرال في جيش الولايات المتحدة، شغل منصب رئيس أركان جيش الولايات المتحدة ما بين عام 1962-1964 ومن ثم رئيسا لهيئة الأركان المشتركة ما بين عام 1964-1970 وعقد الموقف الأخير خلال حرب فيتنام.

## مزيد من القراءة
- "Earle Gilmore Wheeler, General, United States Army". ArlingtonCemetery.net. مؤرشف من الأصل في 2019-09-18.
- "Vita: General Earle Gilmore Wheeler (1908–1975) — Chief of Staff, U.S. Army — Chairman, Joint Chiefs of Staff" (PDF). Joint Force Quarterly. Autumn–Winter 1998. ص. 135. مؤرشف من الأصل (PDF) في 2012-04-07. اطلع عليه بتاريخ 2008-10-21.

## روابط خارجية
- ايرل ويلر على موقع مونزينجر (الألمانية)
- ايرل ويلر على موقع إن إن دي بي (الإنجليزية)